# 나카무라 코이치
나카무라 코이치(中村光一, 코이치 나카무라, 1964년 8월 15일 ~)는 일본의 비디오 게임 디자이너이다. 프로그래밍 신동인 나카무라는 고등학교 시절부터 명성을 얻었다. 1982년에 그는 에닉스의 첫 번째 전국 프로그래밍 콘테스트에 참가하여 자신의 출품작인 도어 도어로 준우승을 차지했다. 1984년에 비디오 게임 회사인 춘소프트를 설립했으며 현재는 이 회사의 사장으로 남아 있다.

## 작품
- 도어 도어
- 드래곤 퀘스트 (비디오 게임)
- 액션 롤플레잉 게임
- 드루아가의 탑
- 드래곤 퀘스트
- 드래곤 퀘스트 V: 천공의 신부
- 토르네코의 대모험: 불가사의 던전
- 카마이타치의 밤
- 불가사의 던전 2: 떠돌이 시렌
- 428 ~봉쇄된 시부야에서~
- 드래곤 퀘스트 (비디오 게임)
- 드래곤 퀘스트 II: 악령의 신들
- 드래곤 퀘스트 III: 전설의 시작
- 드래곤 퀘스트 IV: 인도받은 자들
- 드래곤 퀘스트 V: 천공의 신부
- 토르네코의 대모험: 불가사의 던전
- 카마이타치의 밤
- 불가사의 던전 2: 떠돌이 시렌
- 불가사의 던전 떠돌이 시렌 GB: 달빛마을의 괴물
- 초코보의 불가사의 던전
- 초코보의 불가사의 던전 2
- 드래곤 퀘스트 캐릭터즈 토르네코의 대모험 2: 불가사의 던전
- 불가사의 던전 떠돌이 시렌 2: 오니 습격! 시렌성!
- 불가사의 던전 떠돌이 시렌 GB2: 사막의 마성
- 불가사의 던전 떠돌이 시렌 외전: 여검사 아스카 등장!
- 드래곤 퀘스트 캐릭터즈 토르네코의 대모험 3: 불가사의 던전
- 포켓몬 불가사의 던전 파랑 구조대·빨강 구조대
- 포켓몬 불가사의 던전 시간의 탐험대·어둠의 탐험대
- 불가사의 던전 떠돌이 시렌 3: 가라쿠리 저택의 잠자는 공주
- 428 ~봉쇄된 시부야에서~
- 포켓몬 불가사의 던전 모험단 시리즈
- 극한탈출 9시간 9명 9의 문
- 불가사의 던전 떠돌이 시렌 4: 신의 눈과 악마의 배꼽
- 불가사의 던전 떠돌이 시렌 5: 포춘 타워와 운명의 주사위
- 극한탈출 ADV 착한 사람 사망입니다
- 슈퍼 단간론파 2: 안녕히 절망학원
- 포켓몬 불가사의 던전 마그나게이트와 무한대 미궁
- 절대절망소녀 단간론파 Another Episode
- 세계수와 불가사의 던전
- 포켓몬 초 불가사의 던전
- 이그지스트 아카이브
- 제로 이스케이프: 시간의 딜레마
- 뉴 단간론파 V3: 모두의 살인 신학기
- 잔키제로